# Peter Rock
Peter Rock (n. 16 decembrie 1941, Rudolstadt, Turingia, Germania – d. 20 iunie 2021, Jena, Germania) a fost un fotbalist ce a reprezentat Republica Democrată Germană, medaliat olimpic. A participat la o ediție a Jocurilor Olimpice (1964) în care a câștigat o medalie de bronz.

## Participări
Lista de mai jos prezintă principalele competiții la care a participat Peter Rock de-a lungul carierei.
- football at the 1964 Summer Olympics[*]